# Graeae
De Graiai (Oudgrieks: Γραῖαι) ook wel Graeae (Latijn) zijn figuren uit de Griekse mythologie. Het zijn Deino, Enyo en Pemphredo; dochters van de zeegoden Phorkys en Keto en zusters van de Gorgonen. De Graiai worden voorgesteld als oude vrouwen met grijs haar, die gezamenlijk één oog en één tand moesten delen, en daar voortdurend over kibbelen.
Op zijn zoektocht naar de Gorgo Medusa komt de held Perseus de Graiai tegen. Wanneer zij weigeren de verblijfplaats van Medusa te verraden, grist hij het oog weg en geeft het niet terug voordat hij de locatie kent. De Graiai adviseren hem naar de nimfen van de Hades te gaan, die hem zullen voorzien van enkele handige wapens en voorwerpen.